# Ingrid Pepperle
Ingrid Pepperle (* 5. März 1935 in Berlin) ist eine deutsche Literaturwissenschaftlerin.

## Leben
Nach ihrer Evakuierung 1943 aus Berlin lebte Ingrid Pepperle mit ihrer Familie in Thüringen und legte 1953 ihr Abitur in Dermbach (Rhön) ab. Anschließend studierte sie bis 1959 Germanistik, Geschichte und Pädagogik in Jena und Halle/S. Von 1960 bis 1992 war sie wissenschaftliche Assistentin, Aspirantin und Mitarbeiterin an der Deutschen Akademie der Wissenschaften (DAW)/Akademie der Wissenschaften der DDR (ADW) im Institut für deutsche Sprache und Literatur/Zentralinstitut für Literaturgeschichte. 1971 wurde Ingrid Pepperle zum Dr. phil. promoviert, 1990 folgte die Habilitation. Sie war Mitarbeiterin an der Geschichte der deutschen Literatur von den Anfängen bis zur Gegenwart in zehn Bänden (Berlin 1961 ff.), am Lexikon sozialistischer Literatur (Stuttgart Weimar 1994) sowie an Editionen und Untersuchungen zu Literatur, Philosophie, Ästhetik des deutschen Vormärz, speziell zu Georg Herwegh, Hegel, den linken Hegelianern und der frühen Arbeiterbewegung. Von 1993 bis 1995 war sie als wissenschaftliche Mitarbeiterin an der Freien Universität Berlin im Fachbereich Neuere deutsche Philologie tätig.

## Schriften (Auswahl)

### Als Autorin
- Hegel und das Ende der Kunst, in: Funktion der Literatur. Aspekte – Probleme – Aufgaben, hg. v. Zentralinstitut für Literaturgeschichte, Berlin 1975.
- Die junghegelianische Kritik und Heine, in: Heinrich Heine und die Zeitgenossen. Geschichtliche und literarische Befunde, Berlin Weimar 1979.
- Die Aufhebung des Weltgeistes – Philosophischer Radikalismus eines Junghegelianers (Bruno Bauer), in: Unzeit des Biedermeiers. Historische Miniaturen zum Deutschen Vormärz 1830 bis 1848, hg. v. Helmut Bock und Wolfgang Heise, Leipzig Jena Berlin 1985.
- Philosophie und kritische Literatur im deutschen Vormärz: Ludwig Feuerbach und Georg Herwegh, in: Ludwig Feuerbach und die Philosophie der Zukunft, Berlin 1990.
- Georg Herwegh. Korrespondenzen aus Paris 1848 in Arnold Ruges Berliner Zeitung „Die Reform“, in: Heine-Jahrbuch 1998, 37. Jg., Stuttgart Weimar 1998.
- Junghegelianische Geschichtsphilosophie und Kunsttheorie, Berlin 1978.

### Als Herausgeberin
- Georg Herwegh. Frühe Publizistik, 1837–1841, unter Leitung von Bruno Kaiser bearbeitet von Ingrid Pepperle, Johanna Rosenberg und Agnes Ziegengeist, Berlin 1971, 2. Aufl. Glashütten im Taunus 1971.
- Neuausgabe der Hallischen und Deutschen Jahrbücher (1838–1843) mit einer Einführung, Glashütten im Taunus 1971.
- Robert Eduard Prutz. Zu Theorie und Geschichte der Literatur, bearbeitet und eingeleitet v. Ingrid Pepperle, Berlin 1981.
- Die Hegelsche Linke. Dokumente zu Philosophie und Politik im deutschen Vormärz, hg. v. Ingrid u. Heinz Pepperle, Leipzig 1985, 2. Aufl. Frankfurt/M. 1986.
- Einundzwanzig Bogen aus der Schweiz, hg. v. Georg Herwegh, Zürich und Winterthur 1843, neu hg., eingeleitet und mit einem Briefanhang versehen v. Ingrid Pepperle, Leipzig 1989.
- Georg Herwegh, Werke und Briefe. Kritische und kommentierte Gesamtausgabe, hg. v. Ingrid Pepperle, in Verbindung mit Volker Giel, Heinz Pepperle, Norbert Rothe, Hendrik Stein, Bielefeld: Aisthesis Verlag 2005 ff.

## Auszeichnungen
Für ihre Verdienste um die Gesamtedition der Werke und Briefe Georg Herweghs wurde Ingrid Pepperle im August 2021 von Bundespräsident Frank-Walter Steinmeier mit dem Bundesverdienstkreuz am Bande ausgezeichnet.